# Juhan Saar
Juhan Saar (* 22. Dezember 1929 in Laeva; † 28. August 2007 in Tallinn) war ein estnischer Schriftsteller und Kinderbuchautor.

## Leben und Werk
Juhan Saar ging bis 1945 in Laeva zur Schule und machte anschließend am Tartuer Technikum eine Ausbildung zum Elektriker, die er 1949 abschloss. Danach arbeitete er kurzzeitig in der Tartuer Telefonzentrale, bevor er seinen Militärdienst absolvieren musste. Ab 1953 arbeitete er in verschiedenen Zeitschriften- und Verlagsredaktionen, die längste Zeit aber bei Funk und Fernsehen: Von 1956 bis 1970 war er Redakteur für Kindersendungen bei Eesti Raadio, von 1972 bis 1976 in der Redaktion für Literatur bei Eesti Televisioon. Ab 1981 nahm er Funktionen beim Estnischen Schriftstellerverband wahr, dessen Mitglied er seit 1966 war. 1990 gehörte er zu den Mitbegründern des Verlags „Faatum“.
Juhan Saars Dichtung ist zurückhaltend beurteilt und als melancholisch charakterisiert worden. Großen Erfolg hatte dagegen sein Theaterstück „Valge tee kutse“ über das Leben des Chansonniers Raimond Valgre, das 1985 in Tallinn inszeniert wurde. Als Kinderbuchautor erlangte er vor allem Popularität durch seine Liedtexte, die er für die Bühne und das Fernsehen schrieb. Seine Kinderbücher sind in mehrere Sprachen übersetzt, zwei von ihnen auch ins Deutsche (s. u.).
Er war verheiratet mit der Kinderbuchautorin Olivia Saar.

## Bibliografie

### Lyrik und Prosa
- Värviline mõte ('Der farbige Gedanke'). Tallinn: Ajalehtede-Ajakirjade Kirjastus 1963. 96 S. (Loomingu Raamatukogu 19/1963)
- Kured ja laevad. Luuletusi 1952–1964 ('Kraniche und Schiffe. Gedichte 1952–1964.'). Tallinn: Eesti Raamat 1966. 87 S.
- Õnnelik mees. Luuletusi ('Ein glücklicher Mann. Gedichte'). Tallinn: ER 1977. 63 S.
- Seitsmenda päeva saar. Luuletusi ja lugusid läbi kolme aastakümne 1956–1986 ('Die Insel des siebten Tages. Gedichte und Geschichten aus drei Jahrzehnten 1956–1986'). Tallinn: Eesti Raamat 1989. 158 S.
- Elu ikka ühekordne ('Das Leben ist doch einmalig'). Tallinn: Faatum 1999. 89 S.
- Valus naer ('Schmerzhaftes Lachen'). Tallinn: Faatum 2005. 325 S.

### Kinderbücher
- Metsa taga ei ole mets ('Hinter dem Wald ist kein Wald'). Tallinn: Eesti Raamat 1964. 83 S.
- Õhtujutud ('Abendgeschichten'). Tallinn: Eesti Raamat 1966. 60 S.
  - Deutsche Übersetzung: Abendmärchen. Gezeichnet von Jutta Maisaar. Deutsch von Helga Viira. Tallinn: Eesti Raamat 1971. 57 S. Neuauflagen 1974, 1978, 1981, 1988.[4]
- Mäng ('Das Spiel'). Tallinn: Eesti Raamat 1973. 64 S.
  - Deutsche Übersetzung: Das Spiel. Aus dem Estnischen übertragen von Mati Sirkel. Illustriert von Edgar Valter. Tallinn: Perioodika 1978. 71 S.